# Шоссе 55 (Израиль)
Шоссе 55 (ивр. כביש 55‎, англ. Highway 55) — автомагистраль в Израиле и исторический маршрут, ведущий от Кфар-Сабы на юге долины Шарон до въездов в город Наблус в Самарии, где оно соединяется с шоссе 57, ведущим в долину реки Иордан и Иорданию, а также с шоссе 60. Протяженность шоссе составляет 25,5 км. Шоссе имеет по одной полосе в каждом направлении и освещено по всей длине. Шоссе находится на стадии планирования и реализации проекта по увеличению количества полос до двух полос в каждом направлении.

## История
Дорога из Калькилии в Самарию и Наблус через Азун является одной из старейших дорог в Западной Самарии. Археологические исследования, проведенные в этом районе в 1980-х годах, обнаружили укрепления, относящиеся к периоду от раннего железного века до эллинистического периода.
В некоторые периоды дорога находилась в плохом состоянии, и северное и более длинное шоссе 57 использовалось для транспортного сообщения между районами Яффо, южной частью долины Шарон и районом Наблуса. Шоссе было проложено в 1935 году в рамках усилий по облегчению доступа поселений Самарии к Наблусу. Шоссе сократило расстояние от Калькилии до Наблуса примерно на 20 километров по сравнению с ситуацией до его строительства, когда путешественникам приходилось проезжать через Тулькарм.
В конце 1970-х годов шоссе 55 стало главной магистралью в плане развития ряда поселений. В августе 1978 года министр сельского хозяйства Ариэль Шарон, который взял на себя ответственность за развитие Иудеи и Самарии после политических потрясений на выборах в кнессет и после прихода к власти Ликуда, представил план развития региона. Шарон объявил о плане строительства кластера поселений вдоль дороги, который будет включать 2000 единиц жилья. Цель состояла в том, чтобы создать буфер между арабскими поселениями на севере и юге Самарии посредством еврейских поселений. Поселения, основанные вдоль оси шоссе, включали Карней-Шомрон, Маале-Шомрон, Альфей-Менаше, Кдумим и Иммануэль. В то время шоссе 55 проходило в Калькилии, Азун и Наби-Элиас. Шоссе 55 продолжалось на северо-восток от перекрестка Кфар-Саба прямо в сторону Калькилии, проходило через короткий участок шоссе 444 в Калькилии и продолжалось на восток. Из соображений безопасности транспорта министр жилищного строительства Давид Леви летом 1987 года заявил о плане строительства объездной дороги вокруг Калькилии. После первой интифады и множества случаев бросания камней и бутылок Молотова в израильские автомобили, проезжающие через Калькилию, министр обороны Ицхак Рабин в феврале 1988 года санкционировал экспроприацию земли с целью строительства объездной дороги вокруг Калькилии. Год спустя, в феврале 1989 года, был открыт первый трехкилометровый участок объездной дороги, и началось мощение объездной дороги вокруг Азуна. Во время церемонии открытия объездной дороги активисты движения «КАХ» протестовали против мощения, утверждая, что строительство объездных дорог является послаблением терроризму. Объезд Азуна был открыт в середине 90-х.
На восточной стороне Калькилии шоссе 55 продолжается еще восемь километров, достигая центра Наблуса, где продолжение шоссе встречается с шоссе 57 и шоссе 60. Раньше этот участок также обозначался как часть шоссе 55, но после строительства объездной дороги вокруг Наблуса в начале 1990-х годов и изменения направления шоссе 60 таким образом, чтобы оно обходил Наблус с запада, разметка шоссе 55 с этого участка была удалена.

## Перекрёстки и развязки
| Километр | Название                                    | Тип | Расположение | Пересечение дорог | Координаты                      |
| -------- | ------------------------------------------- | --- | ------------ | ----------------- | ------------------------------- |
| 0        | ивр. צומת גולומב‎ (Перекрёсток Голомб)       |     | Кфар-Сава    | Шоссе 40          | 32°10′13″ с. ш. 34°55′43″ в. д. |
| 1,5      | ивр. צומת נווה ימין‎ (Перекрёсток Неве-Ямин) |     | Неве-Ямин    | Шоссе 444         | 32°10′18″ с. ш. 34°57′26″ в. д. |